# Ben Tayeb
Ben Tayeb of Ben Taieb (Tamazight: ⴱⵏ ⵜⴰⵢⴻⴱ) is een stad en gemeente in het Rifgebergte,  gelegen in het noordoosten van Marokko. De stad is onderdeel van de provincie Driouch en de regio Oriental. Ben Tayeb ligt in het stamgebied van de Ait Ourish. De stad telde in 2024 ruim 15 duizend inwoners.
De naburige steden zijn onder andere: Tafersite, Dar el Kebdani, Midar en Temsamane.

## Ait Ourich
Ben Tayeb behoort tot de Riffijnse Ait Ourich stam, samen met de volgende plaatsen:
- Ait Abdeslem
- Mhajer
- Annual
- Arhad
- Ouardana
- Aghbal
- Laassara
- Imzirren
- Thariouien
- Targhent
- Thanoeth
- Icha3oethen
- Ikadoe3en
- Rhad
- Mezza

## In gevecht tegen de Spaanse bezetter
In de omgeving rond Ben Tayeb (Annoual) werd onder Mohammed Abdelkrim El Khattabi (1882-1963) in 1920 de onafhankelijkheid op de Spaanse bezetter bevochten. Abdelkrim versloeg in 1921 in de slag om Annoual, mede dankzij de plaatselijke bevolking de Ait Ourich, de Spaanse generaal Manuel Fernández Silvestre en zijn twintigduizend man tellende leger en vervolgens de Spaanse elitetroepen, die onder bevel van Francisco Franco ter versterking naar het gebied waren gestuurd. In het nagenoeg geheel bevrijde Noord-Marokko stichtte hij de Rif-Republiek (1921-1926).
Annoual is een belangrijk gebied geweest voor de troepen van Abdelkrim ten tijde van het Spaanse protectoraat. In de omgeving van Ben Tayeb hebben twee grote veldslagen plaatsgevonden tegen de Spanjaarden; slag om Annoual in het stamgebied van Ben Tayeb en de slag bij Dhar Obaran. In het centraal gelegen Annoual werden de Spanjaarden, die vanuit Nador steeds westelijker opkwamen, opgewacht door Riffijnse vrijheidsstrijders die zich hadden verenigd. 
De Ait Tourich, Ait Touzine en de Ait Waryaghar hebben twee grote veldslagen op spectaculaire wijze van de Spanjaarden gewonnen, namelijk in Annoual (omgeving Ben Tayeb) en Dhar Obaran. De Ait Touzine, Ait Ourich en de Ait Waryaghar sloten een alliantie op de berg Kama in Temsamane. Deze drie stammen hadden een bondgenootschap gesloten, waarbij in geval dat de Spanjaarden hun gebied binnen zouden vallen, ze elkaar te hulp zouden schieten. De Spanjaarden kwamen met veel mankracht Temsamane binnen, het grondgebied van Temsamane viel buiten het gebied van de drie stammen. 
Het trio voelden zich gedwongen om de Ait Temsamane ook te verdedigen tegen de Spanjaarden. Abdelkrim el Khattabi stuurde namens dit trio een brief naar de Spaanse generaal Silvestre met de vermelding dat indien de Spanjaarden de 'Ighzar Amekrane' (een rivier gelegen in Temsamane) overstaken, zij de oorlog aan hen verklaarden. Deze brief werd door de Spaanse Generaal en de Spaanse koning niet serieus genomen. De Spanjaarden gingen over tot actie en staken de rivier. Tot hun schrik stond daar een groep gewapende Riffijnen hun op te wachten die hen succesvol wisten te bestrijden. De Spanjaarden werden in Annual verslagen door de vrijheidsstrijders. Deze veldslag staat bekende onder de naam "Desastre de Annual"

## Migratie
Veel oorspronkelijke inwoners van Ben Tayeb, de zogeheten Ait Tourich, zijn geëmigreerd naar Europa en wonen nu onder andere in Brussel, Bonn, Düsseldorf, en in Nederland voornamelijk in Den Haag, Utrecht, Hilversum, Woerden, Leeuwarden, Arnhem, Amersfoort, 's-Hertogenbosch, Amsterdam en Rotterdam. Ook wonen ze in landen zoals Denemarken, Zweden, Frankrijk, Spanje en Noorwegen.

## Bekende personen
- Nordin Amrabat Marokkaans-Nederlandse prof-voetballer
- Sofyan Amrabat Marokkaans-Nederlandse prof-voetballer
- Tifyur Riffijnse zangeres
- Omar Raddad Schrijver en in 1994 onschuldig veroordeeld voor de moord op Ghislaine Marchal
- Mimoun 'Rocky' Kaabouni Marokkaans-Nederlands drugsbaron en in 2017 veroordeeld voor grootschalige cocaïnehandel